# Malcolmia littorea
Malcolmia littorea és una petita planta arbustiva, llenyosa a la base i herbàcia a les tiges. La grandària freqüent -diàmetre del conjunt arbustiu- és de 10 a 40 centímetres. El període de floració típic és l'hivern. Les flors són hermafrodites, amb colors blancs, o rosats de diferents tonalitats. El nombre de pètals i sèpals de les flors és quatre, i com és comú en la família de les crucíferes, les peces florals estan disposades perpendicularment entre si. Les fulles són de morfologia una mica variable, ja que poden anar de formes espatulades a oblongues i lanceolades, amb les vores llises o sinuades. Tota la superfície no lignificada de la planta està recoberta amb xicotets pèls. El color de la planta es percep com a grisenc o blavenc.L'hàbitat d'aquesta espècie són les dunes marines litorals de clima temperat.